# Горній Ладжеваць
45°05′ пн. ш. 15°38′ сх. д. / 45.09° пн. ш. 15.64° сх. д.
Горній Ладжеваць (хорв. Gornji Lađevac) — населений пункт у Хорватії, у Карловацькій жупанії у складі міста Слунь.

## Населення
Населення за даними перепису 2011 року становило 58 осіб.
Динаміка чисельності населення поселення: